# Tererro
Tererro è una comunità non incorporata degli Stati Uniti d'America della contea di San Miguel nello Stato del Nuovo Messico. La comunità si trova sulla New Mexico State Road 63, 11,6 miglia (18,7 km) a nord di Pecos. Tererro ha un ufficio postale con ZIP code 87573.